# Chemin de fer touristique du Vermandois
Le Chemin de fer touristique du Vermandois (CFTV) est géré par une association loi de 1901 qui, préserve et restaure du matériel roulant ferroviaire à voie normale, et fait circuler des trains touristiques à traction vapeur ou diesel, notamment sur la ligne de Saint-Quentin à Origny-Sainte-Benoite (une ancienne ligne de la Compagnie des chemins de fer secondaires du Nord-Est), elle fait également circuler une rame constituée d'une locomotive à vapeur et de voitures, historiques, pour des voyages sur des lignes du réseau voyageurs SNCF.

## Histoire

### Création du CFTV
En 1976, c'est la disparition de matériels roulants de la compagnie des chemins de fer du Nord qui motive un groupe de passionnés de chemins de fer, ils ont pour objectif de sauver et restaurer des véhicules roulant sur voie normale. Le projet semble difficile car la SNCF ne peut pas permettre la création de chemin de fer touristiques sur ses lignes et le matériel voie normale est nettement plus volumineux que celui des « petits trains » du réseau secondaire, habituellement utilisés pour des projets touristiques.
Le groupe prend des contacts avec la « Régie départementale des transports de l'Aisne » (RTA), exploitant  de la partie encore en exploitation de Saint-Quentin à Origny-Sainte-Benoite de l'ancienne ligne de Saint-Quentin à Guise, le conseil général de l'Aisne et la préfecture. L'accueil favorable du projet les incite à poursuivre. Le premier janvier 1977 l'association au double nom : « Cercle ferroviaire et touristique du Vermandois - Chemin de fer touristique du Vermandois (CFTV) » est créée.

### Chronologie historique
- 1977, le premier janvier, création de l'association
- 1977, le 21 janvier, publication de la création au Journal Officiel
- 1979, le 10 août, arrêté préfectoral d'autorisation de circuler, sur la voie ferrée départementale, pour le train touristique.
- 1979, le 15 août, première marche de l'autorail X5830[3] entre Saint-Quentin à Origny-Sainte-Benoite.
- 1979, le 2 septembre, premier aller-retour ouvert au public, avec l'autorail X5830, entre Saint-Quentin à Origny-Sainte-Benoite.
- 1979, 16 septembre, inauguration officielle du train touristique.
- 1979, seulement quelques centaines de voyageurs auront pris le train touristique
- 1980, 2195 voyageurs pendant les 4 mois d'exploitation. Mais déficit de près de 25 000 francs
- 1981, mise en service du train vapeur, avec la locomotive 030 T Fives-Lille, 2 voitures ex-DR B7t et le fourgon Dd2f
- 1981, 31 octobre, la RTA laisse la place à la SNCF qui devient exploitante de la ligne. De gros travaux de modernisation de la ligne suivront.
- 1982, mars, signature de la convention d'exploitation avec la SNCF : la première entre une association et la SNCF pour la circulation d'un train touristique sur voies SNCF en France
- 1992, circulation exceptionnelle de l'autorail X3866 de Saint-Quentin à Noyelles-sur-Mer (Chemin de fer de la baie de Somme)
- 21 mai 1994, mise en service de la locomotive 140-C-314, après des années de restauration.
- 6 décembre 2015, remise en service de la 140 C 314, après onze années d'immobilisation et de travaux.
- 1er janvier 2017 la ligne départementale de Saint-Quentin à Origny-Sainte-Benoîte est transférée à la Région Hauts-de-France, qui en confie la maintenance après appel d’offres à SOCORAIL (Groupe Europorte) à partir d’avril 2018

## Les collections
Les listes suivantes sont actualisées au fil du temps (dernière actualisation le 4 juillet 2024) :

### Locomotives à vapeur
| Matricule                          | Constructeur et date                      | Origine et informations techniques | État actuel                                                  | Photo |
| ---------------------------------- | ----------------------------------------- | --- | ------------------------------------------------------------ | ----- |
| 140 C 314 (et son tender 18 C 428) | North British locomotive (no 21651), 1917 | - Locomotive de type Consolidation. - Ex-État 140-314, ex-SNCF. - Propriété de la FACS depuis 1975. - Cette locomotive à effectuer le dernier train en traction vapeur de la SNCF en 1975. - Histoire : La locomotive sort en 1917 des ateliers de North British (à Glasgow), pour être livrée aux Chemins de fer de l'État qui l'ont commandé pour l'affecter à la traction de trains de marchandises. Après un transport en bateau elle arrive à Saint-Nazaire et rejoint son affectation à Saint-Brieuc où elle porte le numéro 140-314, son tender à deux bogies. Elle quitte Saint-Brieuc, pour La Rochelle en septembre 1927, puis va à Saintes le 26 juin 1932. En 1938 la nouvelle Société nationale des chemins de fer français (SNCF) lui donne son nom actuel 140-C-314 et lui conserve son affectation. À leur arrivée les Allemands la réquisitionnent, et en août 1941 lui font prendre la direction de l'Allemagne. Elle revient en mauvais état le 25 juillet 1950, et ne quitte les « Ateliers de Sotteville Quatre-Mares », où a été faite sa remise en état, que le 8 décembre 1955, elle reste au dépôt de Sotteville jusqu'au 15 décembre 1957. On la retrouve ensuite, de nouveau à Saintes jusqu'au 28 février 1964, à Batignolles jusqu'au 26 septembre 1966, à Trappes jusqu'au 31 janvier 1967, à Mantes jusqu'au 7 février 1971, et enfin à Chaumont pour être réserve froide des CFTA, puis officiellement mise en attente d'amortissement le 30 octobre 1975. Elle est ensuite garée à Gray. La Fédération des amis des chemins de fer secondaires (FACS) qui cherche une machine de ce type à sauvegarder, en devient propriétaire elle la confie au CFTV dix ans après l'avoir sauvegardé. Elle quitte Gray et arrive à Busigny le 8 décembre 1988, il faudra six années de travail des bénévoles du CFTV pour la remettre en état et qu'elle rejoigne Saint-Quentin le 21 mai 1994, et soit utilisée à la traction du train touristique à vapeur. Depuis elle a l'agrément SNCF pour circuler sur toutes les voies principales, à condition d'être contrôlée par un spécialiste lors d'un « levage » qui doit avoir lieu tous les 5 ans. Cette certification permet au CFTV de faire rouler sa rame touristique « Grandes lignes ». - 19 m, 68 t (77,4 t en ordre de marche), vitesse maximum : 80 km/h (puissance : 1400 cv). - Timbre chaudière : 14 kg/cm² - Distribution : Walschaerts à tiroirs cylindriques - Capacité de la soute à charbon (Tender) : 5 t. - Capacité de la soute à eau (Tender) : 18 000 l (18 m3). | Hors service (en attente d'une révision complète).           |       |
| 230 G 352 (et son tender 17 D 352) | Batignolles-Châtillon (no 2090), 1923     | - Locomotive de type Ten wheel. - Ex-PO 4352, ex-SNCF. - Propriété de la FACS. - 14,7 m, 00 t (101 t en ordre de marche), vitesse maximum : 100 km/h (puissance : 1400 cv). - Timbre chaudière : 13 kg/cm² - Capacité de la soute à charbon (Tender) : 4 t. - Capacité de la soute à eau (Tender) : 17 000 l (17 m3). | Hors service (en attente d'une restauration complète).       | .     |
| 030 T3                             | Fives-Lille (no 4828), 1933               | - Locomotive de type 139R (identique à la no 4). - Ex-sucrerie d'Iwuy (Nord). - Arrivée le 14 avril 1978. - 9 m, 35 t (43 t en ordre de marche), vitesse maximum : 40 km/h (puissance : 350 cv). - Timbre chaudière : 12 kg/cm² - Capacité de la soute à charbon : 2 t. - Capacité de la soute à eau : 6 000 l (6 m3). | Hors service                                                 |       |
| 030 T4                             | Fives-Lille (no 5031), 1942               | - Locomotive de type 139R (identique à la no 3). - Ex-sucrerie de Boiry-Sainte-Rictrude (Pas-de-Calais). - Arrivée le 30 juillet 2011. - 9 m, 35 t (43 t en ordre de marche), vitesse maximum : 40 km/h (puissance : 350 cv). - Timbre chaudière : 12 kg/cm² - Capacité de la soute à charbon : 2 t. - Capacité de la soute à eau : 6 000 l (6 m3). | Hors service (garée en attente d'une restauration complète). |       |
| 030T SACM                          | SACM (no 8157), 1953                      | - Locomotive de type 030T. - Ex-mines de la Grand-Combe, HBC no 1, propriété de la FACS à la suite du don de JP.Isnard et de l'ATSF. - Arrivée le 8 avril 2021 après 11 ans d'hibernage à Ambert. - Elle a participé à la réouverture de la ligne Cannes-Grasse et à Exporail à Nice. - Agréée pour le réseau national (SNCF). - 9,2 m, 39,9 t (51,2 t en ordre de marche), vitesse maximum : 80 km/h (puissance : 1400 cv). - Timbre chaudière : 13 kg/cm² - Distribution : Walschaerts à tiroirs plans. - Capacité de la soute à charbon : 2 t. - Capacité de la soute à eau : 5 500 l (5,5 m3). - Classé MH (1988) | Hors service (en cours de révision).                         |       |

### Autorail
| Matricule       | Constructeur et date     | Origine et informations techniques                                                                               | État actuel  | Photo |
| --------------- | ------------------------ | --- | ------------ | ----- |
| Autorail ABJ 28 | Renault type ABJ 4, 1949 | - Ex-X 3623 SNCF renuméroté à la suite des 3 autorails ABJ4 des CSNE puis RTA. - aménagement 1ère et 2nde classe | Hors service |       |

### Locomotives et locotracteurs diesel
| Matricule                    | Constructeur et date | Origine et informations techniques | État actuel                              | Photo |
| ---------------------------- | --- | --- | ---------------------------------------- | ----- |
| Locomotive diesel BB 66252   | Alsthom, la Compagnie des Ateliers et Forges de la Loire (CAFL), la Cie Électro-Mécanique (CEM) et Fives-Lille-Cail, 1966 | - SNCF dépôt de Tours St Pierre (confiée au CFTV par convention). | Opérationnelle                           |       |
| Locomotive diesel C 61041    | Forges Aciéries de la Marine et d'Homécourt, 1952                                                                         | - SNCF dépôt de Paris-La Villette | Opérationnelle                           |       |
| Locomotive diesel CFD BB 203 | CFD Montmirail, 1955 | - 2 bogies à bielles, deux moteurs Baudoin DP6 de 200 ch. - Ex GdF et ex-Cimenterie d'Origny (de la même série que les BB 401 et BB 402 de la RTA).                                                        | Hors service                             |       |
| Locotracteur                 | Baudet, Donon et Roussel, 1954                                                                                            | - Ex-société Magétrans de Saint-Quentin. | Opérationnel                             |       |
| Locotracteur RTA no 33       | CGVFIL Bapaume, 1952 | - VFIL type Bapaume 180 ch, 3 essieux accouplés. - Mis en circulation le 28 mars 1952 et construit sur le châssis d'une locomotive à vapeur 030T Batignolles de 1879 du Chemin de fer d'Achiet à Bapaume). | Hors service (en cours de restauration). |       |

### Voitures à voyageurs
| Voitures | Constructeur et date                                                 | Origine et informations techniques                                                                                                | État actuel                                        | Photo |  |
| --- | -------------------------------------------------------------------- | --- | -------------------------------------------------- | ----- |  |
| Voiture salon A5c5 | Horme-et-Buire, 1930                                                 | Voiture ex-PLM | Opérationnelle                                     |       |  |
| CIWL voiture restaurant no 3585 | Entreprises Industrielles Charentaises, Aytré, 1928                  | 42 places assises et bar | Opérationnelle                                     |       |  |
| CIWL voiture-lits no 3987 | Ateliers CIWL (Saint-Denis), 1952                                    | Voiture de type F Night-Ferry Paris - Londres (gabarits maritime et britannique), 9 compartiments de 2 lits                       | Hors service                                       |       |  |
| CIWL voiture-lits no 3942 | Entreprises Industrielles Charentaises, Aytré, 1947                  | Voiture de type Ub, 7 compartiments de 2 lits et 4 compartiments de 3 lits                                                        | Hors service                                       |       |  |
| voitures Express Nord A3B4 (50 87 37-47 001-5)                                                                                       | Société Lorraine des Anciens Établissements De Dietrich, 1928        | - 20,85 m, 46 t, vitesse maximum : 140 km/h. - 50 places assises au total (18 en 1e / 32 en 2e classe). Classé MH (1988)          | Hors service (en attente d'une révision complète). |       |  |
| voitures Express Nord B5Dt (50 87 82-07 486-0)                                                                                       | Baume et Marpent, 1928                                               | - 20,85 m, 40,5 t, vitesse maximum : 140 km/h. - 32 places assises au total en 2e classe. Classé MH (1988)                        | Hors service (en attente d'une révision complète). |       |  |
| voitures Express Nord C11tz (50 87 21-37 383-7)                                                                                      | Baume et Marpent, 1933                                               | - 20,85 m, 43,5 t, vitesse maximum : 140 km/h. - 88 places assises au total en 2e classe. Classé MH (1988)                        | Hors service (en attente d'une révision complète). |       |  |
| voitures Express Nord C11tz (50 87 21-47 433-8)                                                                                      | Baume et Marpent, 1928                                               | - 20,85 m, 43,5 t, vitesse maximum : 140 km/h. - 88 places assises au total en 2e classe. Classé MH (1988)                        | Hors service (en attente d'une révision complète). |       |  |
| voitures Express Nord B9tz (50 87 29-47 807-5)                                                                                       | Ateliers de construction du Nord de la France (ANF), 1929            | - 20,85 m, 42 t, vitesse maximum : 140 km/h. - 72 places assises au total en 2e classe. Classé MH (1988)                          | Hors service (en attente d'une révision complète). |       |  |
| voitures Express Nord Prototype (unique) B9tz (ex C11tz transformée en voiture « coach » par les ateliers SNCF d’Hellemmes en 1957). | Cail, 1928                                                           | - 20,85 m, 42 t, vitesse maximum : 140 km/h. - 72 places assises au total en 2e classe.                                           | Hors service (en attente d'une révision complète). |       |  |
| Fourgon Dd2fai no 26417 | Cie gale de construction (Saint-Denis), 1927                         | - Fourgon de la Compagnie du Nord, également Night-Ferry Paris - Londres (gabarits maritime et britannique). Classé MH (1993)     | Hors service (en attente d'une révision complète). |       |  |
| voitures Rapide Nord dite « Torpille » A3B5 (60 87 99-36 650-5)                                                                      | Constructeur inconnu, 1931-1936                                      | - 22,35 m, 48 t, vitesse maximum : 140 km/h. - 58 places assises au total (18 en 1e & 40 en 2e). - Confié au CFTV par convention. | Hors service (en attente d'une révision complète). |       |  |
| voitures Rapide Nord dite « Torpille » B9yfi 7107 (xx 87 xx-37 902-x)                                                                | Constructeur inconnu, 1931-1936                                      | - 22,35 m, 48 t, vitesse maximum : 140 km/h. - Confié au CFTV par convention. Classé MH (1987)                                    | Hors service (en attente d'une révision complète). |       |  |
| voitures Rapide Nord dite « Torpille » B9 7108 (xx 87 xx-37 904-x)                                                                   | Constructeur inconnu, 1931-1936                                      | - 22,35 m, 48 t, vitesse maximum : 140 km/h. - Confié au CFTV par convention. Classé MH (1987)                                    | Hors service (en attente d'une révision complète). |       |  |
| voitures Rapide Nord dite « Torpille » B9 7109 (xx 87 xx-37 904-x)                                                                   | Constructeur inconnu, 1931-1936                                      | - 22,35 m, 48 t, vitesse maximum : 140 km/h. - Confié au CFTV par convention. Classé MH (1987)                                    | Hors service (en attente d'une révision complète). |       |  |
| Fourgon Rapide Nord Dd4s no 24549 | ANF Blanc-Misseron, 1929                                             | - Fourgon de la Compagnie du Nord Classé MH (1988)                                                                                | Hors service (en attente d'une révision complète). |       |  |
| Voiture UIC B9c9x no 51 87 59-70 910-4 (couchettes)                                                                                  | CIMT Lorraine, 1975                                                  | - Confiée au CFTV par convention.                                                                                                 | Opérationnelle pour hébergement                    |       |  |
| A6t no 17 103 (boite à tonnerre) | Linke-Hofmann-Busch, 1930                                            | | Opérationnelle                                     |       |  |
| B7t no 17 214 (boite à tonnerre) | Fuchs, 1929                                                          | | Opérationnelle                                     |       |  |
| B7t ex-DR no 17 232 (boite à tonnerre)                                                                                               | Fuchs, 1930                                                          | | Opérationnelle                                     |       |  |
| A2B3t no 28291 | Verainigte WestDeutche Waggonfrabriken AG, Werk-Hagen no 40941, 1928 | | Hors service                                       |       |  |
| B7t no 17 235 (boite à tonnerre) | Waggonfäbrik Aktiengesellschaft Rastätt, 1930                        | | Hors service                                       |       |  |
| B7t no 17 253 (boite à tonnerre) | Gebrüder Schöndorf Düsseldorf no 3608, 1928                          | | Hors service                                       |       |  |

### Wagons de marchandises
| Wagons                                                 | Constructeur et date                                 | Origine et informations techniques                                                      | État actuel                                            | Photo |
| ------------------------------------------------------ | ---------------------------------------------------- | --------------------------------------------------------------------------------------- | ------------------------------------------------------ | ----- |
| Wagon couvert Kzu no L 20276                           | Ringhoffer Werke AG Ismichow (Prague), n° 95341 1916 | Ex-CSNE puis RTA.                                                                       | Hors service (en attente d'une restauration complète). |       |
| Tender à bogies de 34 m3 d'origine allemande type 34 X |                                                      | Après restauration il est prévu de l'utiliser comme tender auxiliaire pour la 140 C 314 | Hors service (en attente d'une restauration complète). |       |
| Wagon grue RTA                                         |                                                      | Ex-CSNE puis RTA.                                                                       | Hors service (en état de présentation).                |       |

Quelques photos du CFTV :
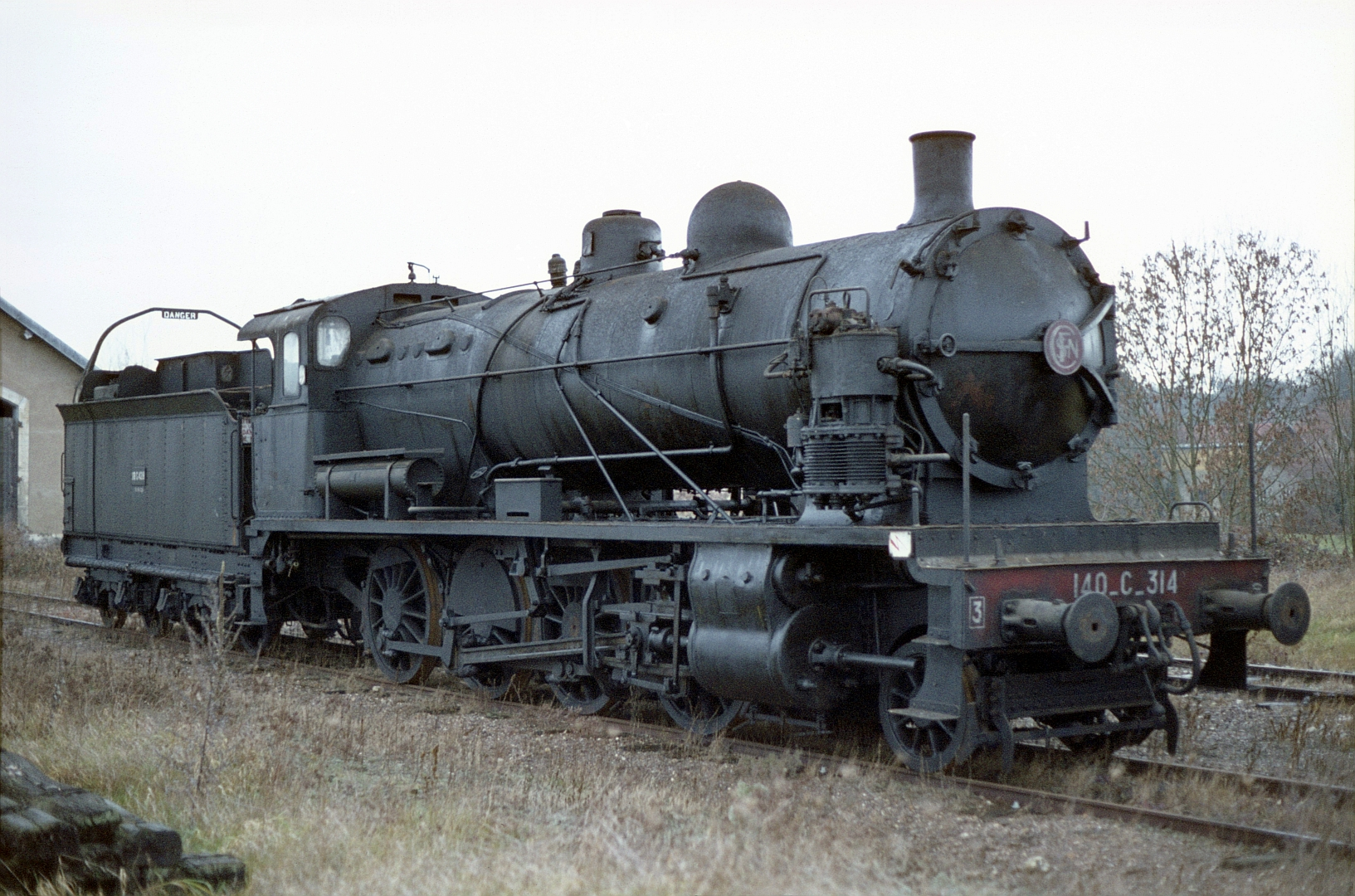
La 140 C 314 en 1981.
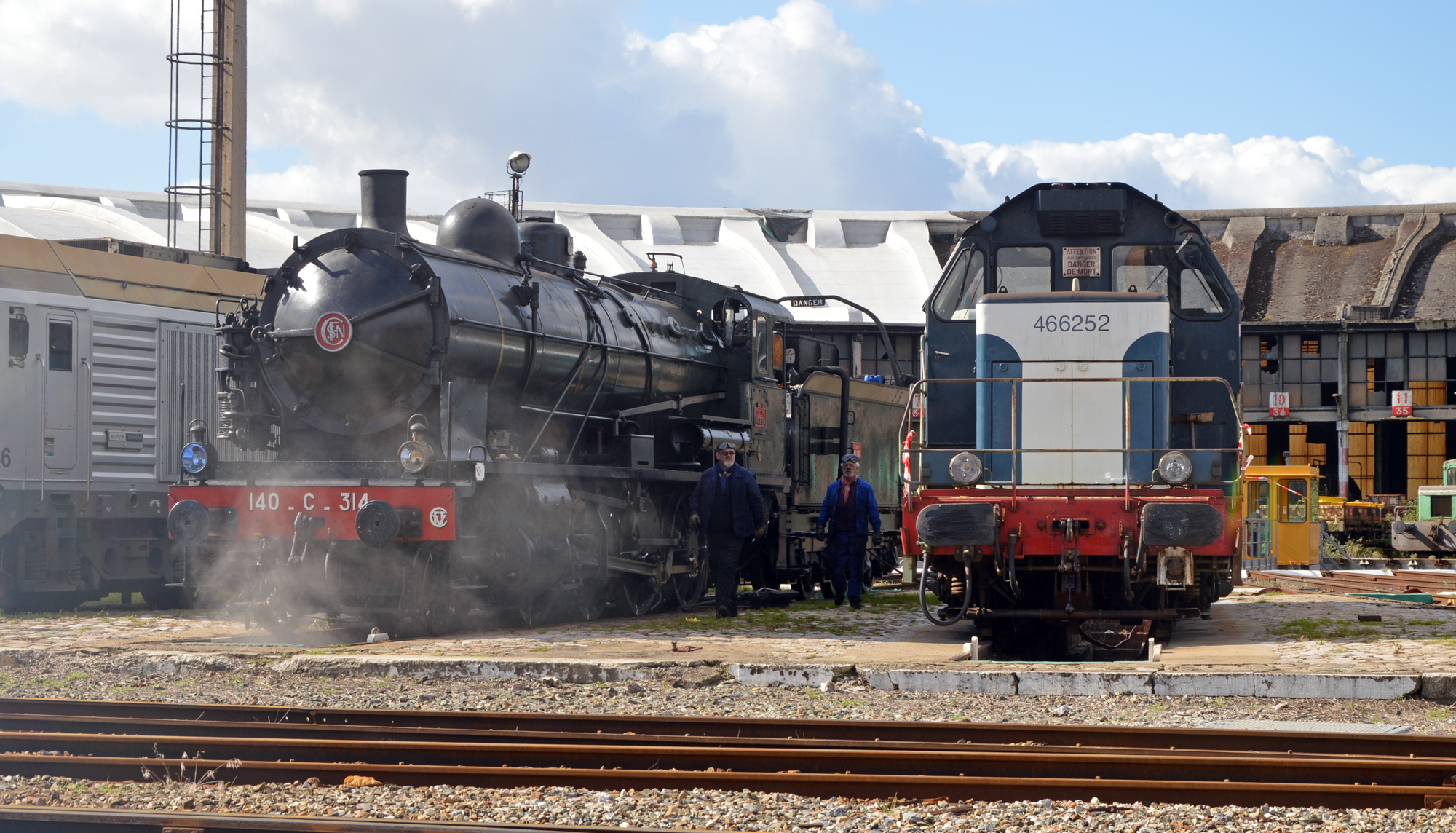
140-C-314 + BB 66252 devant la rotonde de Longueau.
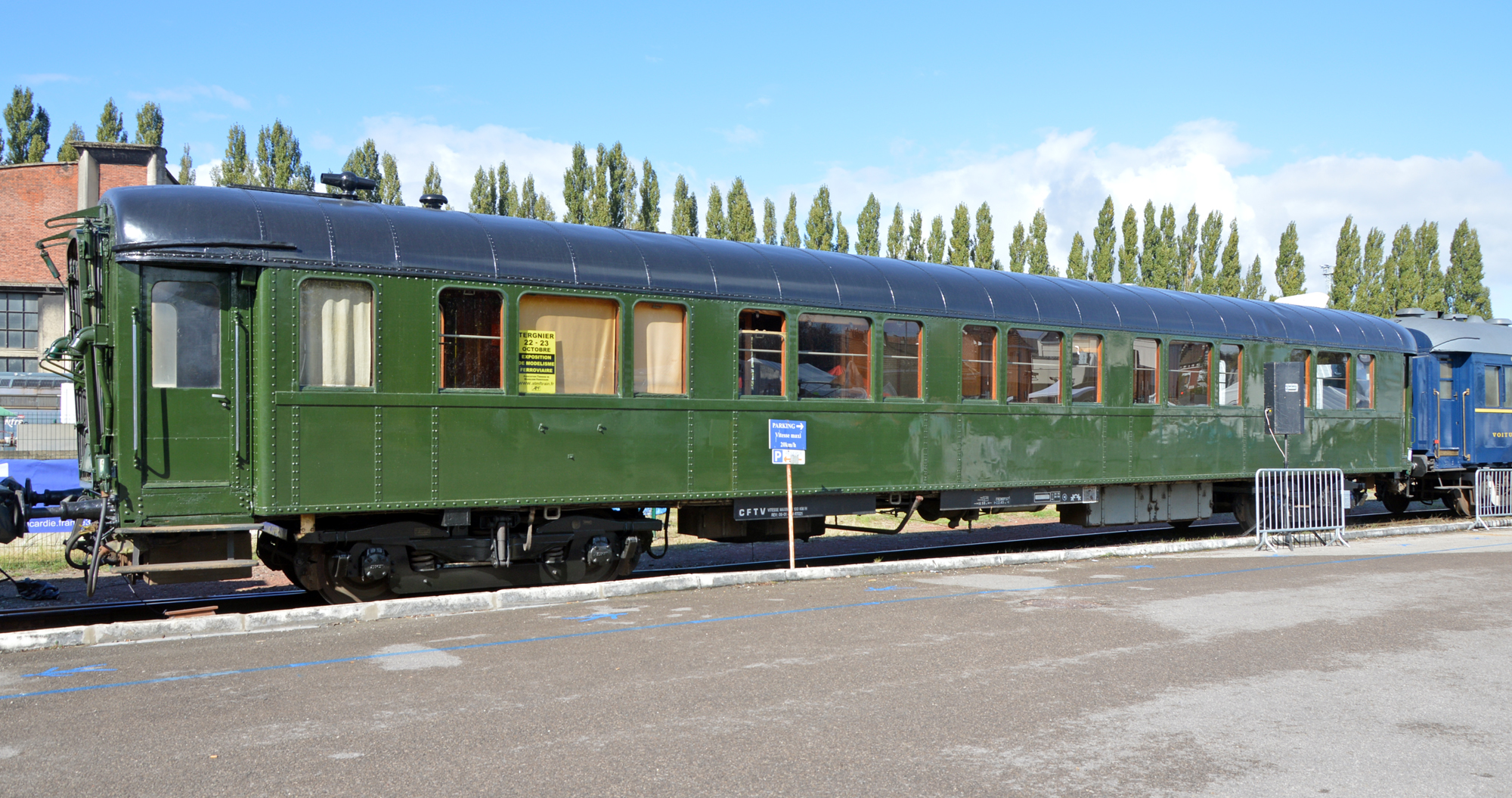
Voiture-couchettes A5c5 ex-PLM.
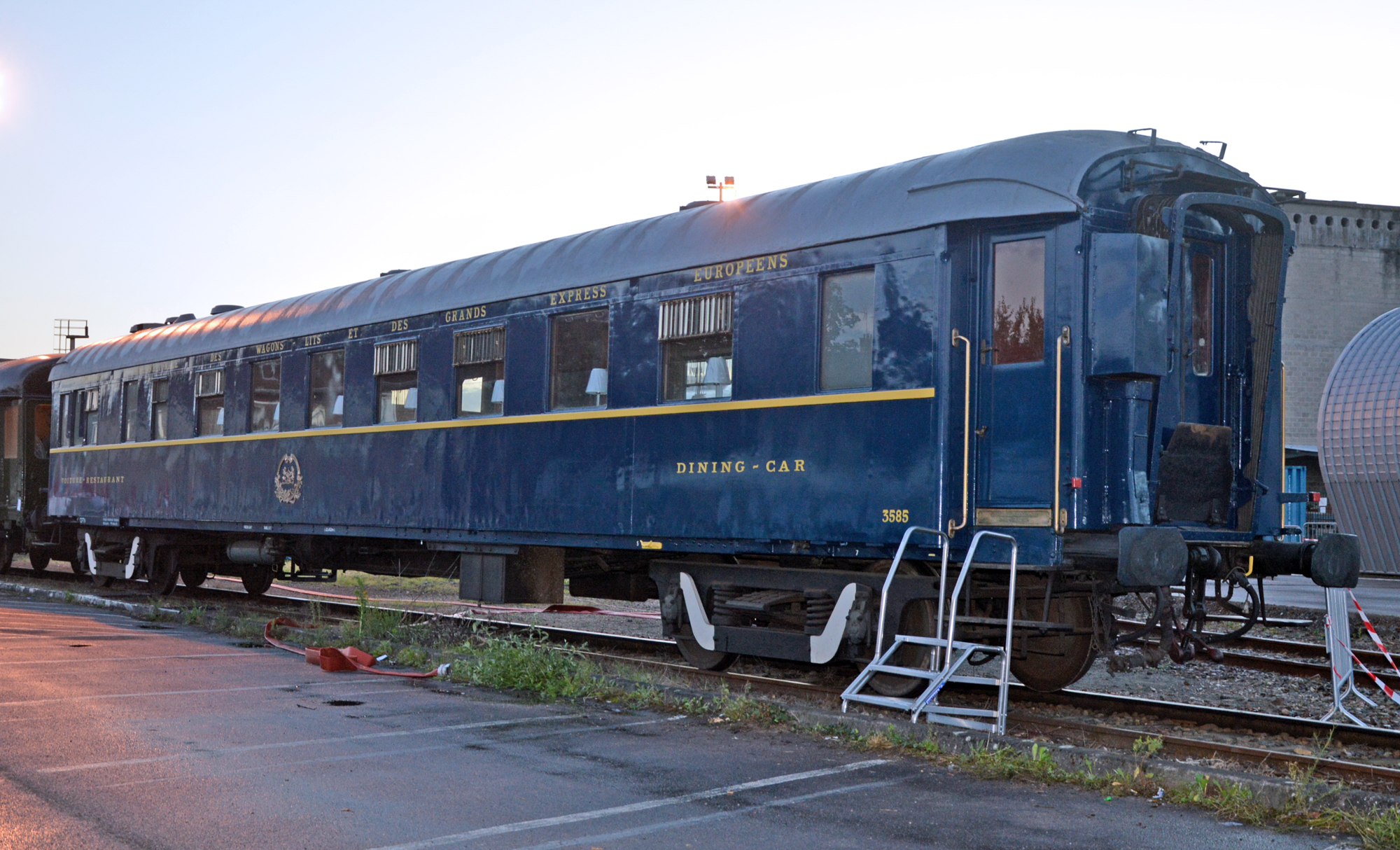
Voiture-restaurant no 3585 CIWL.